# لوما ویستا رکوردینگز
لوما ویستا رکوردینگز (به انگلیسی: Loma Vista Recordings) نام یک ناشر موسیقی می‌باشد که توسط فرنشین سابق، مدیر عامل وارنر رکوردز و مدیر ارشد ای‌اندآر اینترسکوپ رکوردز یعنی تام والی به‌وجود آمده است. این ناشر در ابتدا شرکت مشارکتی با ریپابلیک رکوردز بود و در بورلی هیلز و بروکلین مستقر است.